# Shinhori-kawa
Pour les articles homonymes, voir Kawa.
La rivière Shinhori (新堀川, Shinhori-kawa) est un cours d'eau du Japon s'écoulant au cœur de la ville de Nagoya, dans l'arrondissement de Naka (préfecture d'Aichi).
Cette rivière est un affluent du fleuve Hori.